# Rudolf Kubík
Pour les articles homonymes, voir Kubík.
Rudolf Kubík, né le 22 juin 1965, à Mladá Boleslav, est un acteur et scénariste tchèque. 

## Biographie
Rudolf Kubík est né le 22 juin 1965 à Mladá Boleslav. Il entre en 1979 joue dans la troupe de théâtre amateur Kollár à Mladá Boleslav. Diplômé de l'école technique secondaire de construction de Mělník, il commence une carrière d'acteur professionnel dans des théâtres régionaux. Il a d'abord joué à Cheb, puis à Hradec Králové avant d'être engagé par le Théâtre Jiří-Wolker où il travaille jusqu'en 1997, date à laquelle il devient membre du Théâtre Skelet de Pavel Trávníček (en).
Il fait ses débuts au cinéma en 1987 avec le rôle principal de Tomáš Junko dans le film Citlivá místa.

## Filmographie
- 1987 : Citlivá místa : Tomáš Junko
- 1987 : Dotyky
- 1989 : Dobrodružství kriminalistiky (cs)
- 1989 : Muka obraznosti
- 1990 : Největší z Pierotů
- 1990 : Zkouškové období
- 1991 : Slunce, seno, erotika : Antonio
- 1993 : Arabela se vrací aneb Rumburak králem Říše pohádek
- 1994 : Duhová hora
- 1995 : Mutters Courage
- 1995 : Tichý úkryt
- 1996 : Bubu a Filip
- 1996 : Maigret tend un piège, épisode 23 de la série Maigret : Charles
- 1996 : O mrňavém obrovi
- 1996 : Šeptej
- 1999 : Hanele
- 1999 : Z pekla štěstí : le diable débraillé
- 2000 : Začátek světa
- 2001 : Andělská tvář : l'administrateur Michelet
- 2001 : Příběh rytíře
- 2001 : Z pekla štěstí 2 : le diable débraillé
- 2002 : Waterloo po česku
- 2005 : Ordinace v růžové zahradě
- 2006 : Prachy dělaj člověka
- 2008 : Hlídač č. 47
- 2008 : Kriminálka Anděl
- 2012 : Bastardi 3 (cs)

## Doublage en tchèque de jeux vidéos
- The Witcher : Geralt de Riv
- League of Legends : Talona/Zeda
- Black Mirror 3 : Steve, Phil, Ralph, Tom
- Heroes of Might and Magic V : l'elfe Findan